# Cité de Swan
La Cité de Swan (City of Swan en anglais) est une zone d'administration locale dans la banlieue de Perth en Australie-Occidentale en Australie à environ 20 kilomètres au nord-est du centre-ville.

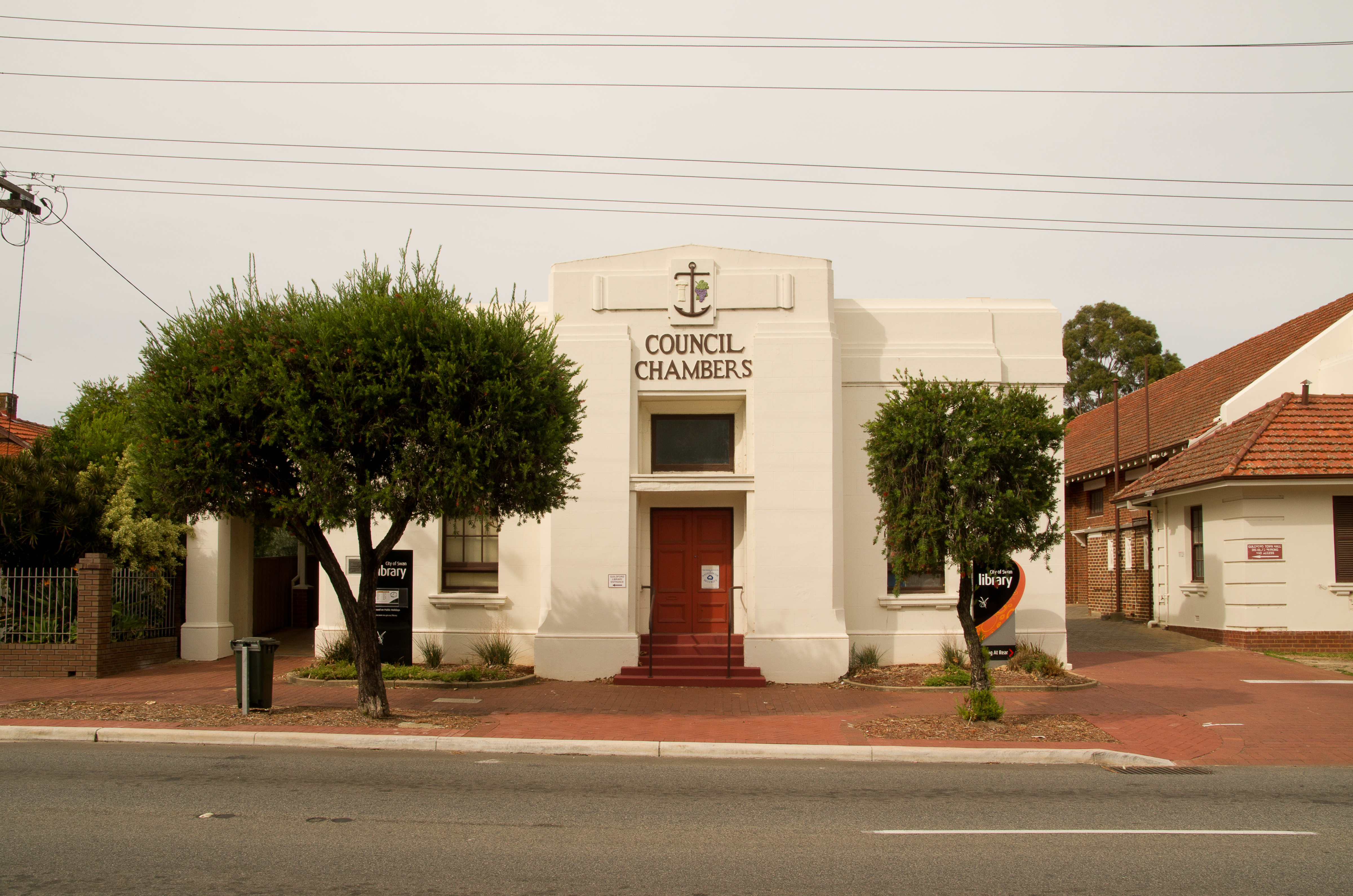
Salle du Conseil originale à Guildford

La zone est divisée en un certain nombre de localités:
| - Ballajura - Baskerville - Beechboro - Belhus - Bellevue - Brigadoon - Bullsbrook - Caversham - Cullacabardee - Ellenbrook - Gidgegannup - Guildford - Hazelmere - Henley Brook - Herne Hill - Jane Brook - Kiara - Koongamia - Lexia | - Lockridge - Malaga - Melaleuca - Middle Swan - Midland - Midvale - Millendon - Noranda - Red Hill - Stratton - South Guildford - Swan View - The Vines - Upper Swan - Viveash - West Swan - Whiteman - Woodbridge |

La zone a 14 conseillers et est découpée en 8 circonscriptions:
- Altone Ward (3 conseillers)
- Ballajura Ward (3 conseillers)
- Midland Ward (3 conseillers)
- Ellenbrook (1 conseiller)
- Swan Valley Gidgegannup (2 conseillers)
- Guildford (1 conseiller)
- North Ward (1 conseiller)